# كلوثيانيدين
كلوثيانيدين هو مبيد حشري طورته شركة تاكيدا للصناعات الكيماوية وشركة باير. ينتمي الكلوثيانيدين إلى فئة النيونيكوتينويد، وهي فئة من المبيدات الحشرية التي تشبه كيميائيًا مادة النيكوتين، والتي استخدمت كمبيد للآفات منذ أواخر القرن الثامن عشر، وتضم هذه الفئة أيضًا مركبات أخرى مثل الثياميثوكسام، والإميداكلوبريد.
يؤثر مركب الكلوثيانيدين ومبيدات النيونيكوتينويد الأخرى مباشرة على الجهاز العصبي المركزي للحشرات ويعمل كمحفز للأسيتيل كولين، وهو الناقل العصبي الذي يحفز مستقبلات الأسيتيل كولين النيكوتينية، ويستهدف نفس موقع مستقبل الأسيتيل كولين، وينشط مستقبلات الأسيتيل كولين بعد التشابك ولكنه لا يمنع الأسيتيل كولين إستراز. طُور الكلوثيانيدين ومركبات النيونيكوتينويد الأخرى لكي تدوم لفترة أطول من مادة النيكوتين، وهو أكثر سمية ويتحلل بسرعة كبيرة في البيئة. إلا أن الدراسات المنشورة في عام 2012 قد أظهرت أن غبار النيونيكوتينويد المنبعث في وقت الزراعة قد يستمر في الحقول المجاورة لعدة سنوات وتمتصه النباتات غير المستهدفة، والتي يتغذى عليها النحل والحشرات الأخرى.
يُعد مركب الكلوثيانيدين بديلًا لمبيدات الآفات العضوية التي تحتوي على مواد الفوسفات والكربامات والبيرثرويد، نظرًا لأنه أقل خطرًا على الثدييات، ومن بينها الإنسان، عند مقارنته بمركبات الفوسفات العضوي والكاربامات. لقد ساعد في منع الآفات الحشرية من بناء مقاومة ضد الفوسفات العضوي ومبيدات الآفات البيرثرويدية.
تعتبر وكالة حماية البيئة الأمريكية أن مصدر القلق الرئيسي الذي يتعلق بمبيد الكلوثيانيدين هو تأثيره السام على الحشرات غير المستهدفة مثل نحل العسل، حيث تشير المعلومات المستمدة من الاختبارات القياسية والدراسات الميدانية بالإضافة إلى تقارير الحوادث المتعلقة بالمبيدات الحشرية الأخرى التي تنتمي إلى فئة النيونيكوتينويد (مثل الإيميداكلوبريد) إلى احتمال تعرض نحل العسل والحشرات المفيدة الأخرى لخطر سام طويل المدى من جراء استعمال هذه المبيدات.
ذكرت الهيئة الأوروبية لسلامة الأغذية في يناير 2013 أن مبيدات النيونيكوتينويد ومن بينها مبيد الكلوثيانيدين تشكل خطرا كبيرا بشكل غير مقبول على النحل. وأشارت الهيئة إلى أن هناك مخاطر حادة عالية على نحل العسل من التعرض عبر انجراف الغبار لاستخدامات معالجة البذور في محاصيل الذرة، ولفت البذور الزيتية، و الحبوب، كما أن هناك مخاطر حادة عالية من التعرض عن طريق وجود مخلفات هذه المركبات في الرحيق أو حبوب اللقاح التي ينقلها النحل والحشرات الأخرى.